# Den Helder

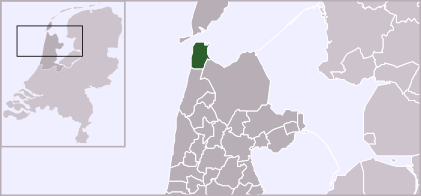
Lägeskarta.

Den Helder är en kommun i nordvästra Nederländerna i provinsen Noord-Holland. Kommunen har en folkmängd på 59 795 invånare (2004).
Den Helder skiljs genom sundet Marsdiep från ön Texel, över vilket går färjeförbindelse.
Den Helder är känd som fiskeläge sedan omkring 1500, började befästas 1811 av Napoleon, och blev därefter under 1800- och 1900-talet en av Nederländernas främsta kustfästningar och flottstationer. Den fungerade fram till Nordsjökanalens öppnande som Amsterdams uthamn. Den Helder hade även en zoologisk och en hydrografisk-kemisk station, båda för fiskeriundersökningar. 1 kilometer öster om Den Helder ligger marinens hamn Nieuwedip, försedd med slussar, varv och magasin. Omedelbart öster om Den Helder ligger Willemsoord som är huvudbas för Nederländernas flotta med varv, dockor, sjökrigsskola och kaserner.